# Centrarthra dicksoni
Centrarthra dicksoni là một loài bướm đêm trong họ Noctuidae.